# Попович, Мина
Мина Попович (серб. Мина Поповић; р. 16 сентября 1994, Кралево, Сербия, СР Югославия) — сербская волейболистка, центральная блокирующая. Чемпионка мира 2022, двукратная чемпионка Европы.

## Биография
Профессиональная волейбольная карьера Мины Попович началась в Белграде выступлениями за молодёжные команды «Поштар-064» (2009—2010) и «Црвена Звезда» (2010—2011). С 2011 на протяжении четырёх сезонов Попович в чемпионатах Сербии играла уже за основной состав «Црвены Звезды», с которым дважды становилась чемпионкой страны (в 2012 и 2013) и трижды выигрывала Кубок Сербии.
В 2015 году волейболистка дебютирует в серии А1 чемпионата Италии в команде из Виченцы, а спустя год после распада этой команды перешла в «Фоппапедретти» из Бергамо, где отыграла два сезона. В 2018—2019 Попович выступала за «Иль Бизонте Фиренце», а в 2019 заключила контракт с «Поми» из Казальмаджоре, а в 2020 — с «Савино Дель Бене» (Скандиччи).
В 2011—2012 годах Мина Попович трижды становилась призёром чемпионатов мира и Европы в составах юниорской и молодёжной сборных Сербии и на каждом из трёх турниров признавалась лучшей блокирующей.
В национальной сборной Сербии Попович дебютировала в 2015 году, став бронзовым призёром первых Европейских игр и чемпионата Европы, а также серебряным призёром Кубка мира.
С 2017 Мина Попович — вновь в сборной Сербии, выиграв в её составе чемпионат Европы, но победный для Сербии чемпионат мира 2018 года была вынуждена пропустить из-за травмы плеча.
В 2019 наставник сербской национальной команды Зоран Терзич вновь привлёк Мину Попович в сборную и на чемпионате Европы она достойно смогла заменить травмированную Милену Рашич в стартовом составе на позиции центрального блокирующего, став со своей командой обладательницей золотых наград континентального первенства. В 2022 Попович выиграла «золото» на проходившем в Нидерландах и Польше чемпионате мира.

### Клубная карьера
- 2009—2010 —  «Поштар-064» (Белград) — молодёжная команда;
- 2010—2011 —  «Црвена Звезда» (Белград) — молодёжная команда;
- 2011—2015 —  «Црвена Звезда» (Белград);
- 2015—2016 —  «Обьеттиво Ризорчименто» (Виченца);
- 2016—2018 —  «Дзанетти» (Бергамо);
- 2018—2019 —  «Иль Бизонте Фиренце» (Сан-Кашано);
- 2019—2020 —  «Поми» (Казальмаджоре);
- 2020—2021 —  «Савино Дель Бене» (Скандиччи);
- 2021—2022 —  «Фенербахче» (Стамбул);
- 2022—2023 —  «Галатасарай» (Стамбул);
- 2023—2024 —  «Локомотив» (Калининград);
- 2024—2025 —  «Заречье-Одинцово» (Московская область).

## Достижения

### Со сборнымиСербии
- бронзовый призёр Олимпийских игр 2020.
- чемпионка мира 2022
- серебряный призёр розыгрыша Кубка мира 2015.
- бронзовый призёр Лиги наций 2022.
- двукратная чемпионка Европы — 2017, 2019;
  - двукратный серебряный (2021, 2023) и бронзовый (2015) призёр чемпионатов Европы.
- бронзовый призёр Европейских игр 2015.
- бронзовый призёр чемпионата мира среди девушек 2011.
- серебряный призёр молодёжного чемпионата Европы 2012.
- бронзовый призёр чемпионата Европы среди девушек 2011.

### С клубами
- двукратная чемпионка Сербии — 2012, 2013;
  - серебряный (2014) и бронзовый (2015) призёр чемпионатов Сербии.
- 3-кратный победитель розыгрышей Кубка Сербии — 2012—2014.
- серебряный призёр чемпионата Турции 2022.
- серебряный призёр розыгрыша Кубка Турции 2022.
- серебряный призёр чемпионата России 2024.

- бронзовый призёр клубного чемпионата мира 2021

### Индивидуальные
- 2011: лучшая блокирующая чемпионата Европы среди девушек.
- 2011: лучшая блокирующая чемпионата мира среди девушек.
- 2012: лучшая блокирующая молодёжного чемпионата Европы.